# Ål
Ål és un municipi situat al comtat de Buskerud, Noruega. Té 4.711 habitants (2016) i té una superfície de 1.174 km². El centre administratiu del municipi és el poble homònim. Ål limita amb els municipis de Hol, Gol, Hemsedal, Nes, Nore og Uvdal i Lærdal.
El 80% del municipi es troba almenys a 900 msnm. El punt més alt és Raudbergnuten, amb 1819 m. Reineskarvet, la muntanya més important d'Ål arriba als 1791 m. A l'hivern té més de 400 km de pistes d'esquí de fons preparades.
Bergensbanen, la línia de tren entre Oslo i Bergen passa pel municipi. L'estació de tren és a una altitud de 436 msnm.

## Ciutats agermanades
Ål manté una relació d'agermanament amb la següent localitat:
- - Sololá, Departament de Sololá, Guatemala